# Fuad Shukr
Fuad Shukr (en árabe: فؤاد شكر‎),  a veces escrito Fouad Shukar, también conocido como Al-Hajj Mohsen o Mohsen Shukr (Al-Nabi Shayth, 15 de abril de 1962-Haret Hreik, 30 de julio de 2024) fue un miembro de alto rango de la organización político-militar libanesa Hezbolá. Miembro de la generación fundadora de Hezbolá, Shukr ha sido un alto líder militar de la organización desde principios de los años 1980. Durante más de cuatro décadas, ha sido una de las principales figuras militares del grupo y era asesor militar de su líder Hasan Nasrallah.
En 2017 los Estados Unidos ofrecieron una recompensa de cinco millones de dólares por información que condujera a su arresto por su participación en el atentado del 23 de octubre de 1983 contra el cuartel del Cuerpo de Marines en Beirut, que mató a unos 300 militares estadounidenses y franceses, e hirió a otros muchos.  Shukr estaba en la lista de terroristas del Departamento de Estado de los Estados Unidos desde 2013.
El 30 de julio de 2024, Shukr fue asesinado en un un ataque aéreo israelí en Beirut (Líbano).

## Biografía

### Infancia y estudios
Nació en 1962 en la aldea de Al-Nabi Shayth, en el distrito de Baalbek del Líbano, que también fue el lugar de nacimiento del cofundador de Hezbolá, Abbas al-Musawi. Después del establecimiento de Hezbolá, la aldea se convirtió en una de sus bases centrales de poder. Se cree que la casa del clan Shukr en Al-Nabi Shayth es la última ubicación conocida de Ron Arad en mayo de 1988. Shukr recibió su educación militar en la Universidad Imam Hossein de Teherán.

### Actividades en Hezbolá
Desde la fundación de Hezbolá por el Cuerpo de la Guardia Revolucionaria Iraní (CGRI) en la década de 1980, Shukr ha sido una de sus principales figuras militares. Formó parte de la generación fundadora del grupo y su comandante militar de mayor rango, sirviendo como asesor en operaciones militares del líder de Hezbollah, Hassan Nasrallah. Máximo comandante militar de la organización militante en el sur del Líbano, está en el Consejo de la Jihad, donde su función era servir como asesor del liderazgo de Hezbolá en todos los asuntos relacionados con las operaciones militares, incluido el entrenamiento con la Fuerza Quds del IRGC.
Shukr, estrecho colaborador de Imad Mughniyeh, Mustafa Badreddine y Mustafa Shahada, luchó contra las tropas israelíes después de la invasión israelí del Líbano en 1982. Participó en la planificación y ejecución de los atentados con bombas en el cuartel de Beirut en 1983, que provocaron la muerte de 307 personas, incluidos 241 soldados estadounidenses.
Según la inteligencia estadounidense, fue enviado a Teherán en 1994 para manejar un envío de misiles Stinger desde Irán. Al estallar la Guerra Civil Siria, era el comandante militar de Hezbolá en el sur del Líbano, su sector más importante.
Según algunos informes, en 2016, reemplazó a Badreddine como comandante militar de la organización libanesa, después de que Badreddine fuera asesinado durante la intervención de Hezbolá en la Guerra Civil Siria.
El Departamento de Estado de Estados Unidos lo designó como terrorista global especialmente designado en 2013 y a su Programa de Recompensas por la Justicia (RFJ) el 10 de octubre de 2017, ofreciendo cinco millones de dólares por información que condujera a su arresto. Shukr fue agregado al programa RFJ junto con el jefe de operaciones exteriores de Hezbolá, Talal Hamiyah, como parte de las primeras recompensas para figuras de Hezbolá en una década.
Según las FDI, era un líder en el programa de armamento avanzado de Hezbolá, incluidos sus misiles guiados con precisión, misiles de crucero y cohetes de largo alcance.

### Asesinato
El 30 de julio de  2024, las Fuerzas de Defensa de Israel llevaron a cabo un ataque aéreo contra un edificio de apartamentos en la localidad libanesa de Haret Hreik, en los suburbios de Beirut, que mató al comandante de Hezbolá, Fuad Shukr, así como a cuatro civiles, incluidos dos niños y dos mujeres, e hirió a otros ochenta. Según las FDI, el ataque tuvo como objetivo a Shukr, un comandante de Hezbolá que fue acusado por las FDI de estar involucrado en el ataque con cohetes ocurrido tres días antes en Majdal Shams, en los Altos del Golán ocupados por Israel, que mató a doce niños y adolescentes drusos. La agencia de noticias estatal libanesa NNA informó que el ataque fue llevado a cabo por un dron que disparó tres misiles contra un edificio de apartamentos, que se derrumbó parcialmente.
Inicialmente Hezbolá afirmó que estaba vivo,sin embargo, fuentes de seguridad libanesas anunciaron que fue encontrado bajo los escombros al día siguiente del ataque. Su funeral tuvo lugar el 2 de agosto.